# Achatinella pupukanioe
Achatinella pupukanioe é uma espécie de gastrópode  da família Achatinellidae.
É endémica de Oahu, Arquipélago do Havaí.